# Арутюнов Гарегін Рафаелович
Гарегі́н Рафае́лович Арутю́нов (нар. 29 грудня 1964, Тбілісі) — український політик; народний депутат України 6-го скликання. Голова вірменської громади Дніпропетровська з 1995 року, голова парафіяльної ради Вірменської апостольської церкви Дніпропетровська та голова Дніпропетровської обласної організації товариства вірменської культури імені Григора Лусаворіча. Член партії ВО «Батьківщина» з 1998 року, колишній голова Донецької обласної організації.

## Біографія
Народився 29 грудня 1964 року в місті Тбілісі (нині Грузія). У 1984—1988 роках працював інженером-технологом Дніпровської оптово-роздрібної плодоовочевої бази; у 1988—1989 роках — старшим товарознавцем радгоспу «Світанок» у Новомосковському районі Дніпропетровської області; у 1991—1999 роках обіймав посаду генерального директора приватного підприємства «Христина» у Дніпроперовську. З 2001 року — приватний підприємець. 
У 2002—2010 роках — депутат Дніпровської міської ради двох скликань. У 2005 році закінчив Дніпропетровський національний університет за спеціальністю «Фінанси та аудит».

## Парламентська діяльність
Народний депутат України 6-го скликання з листопада 2007 до грудня 2012 від «Блоку Юлії Тимошенко», № 106 в списку. Член фракції «Блок Юлії Тимошенко» (з листопада 2007 року). Член Комітету з питань транспорту і зв'язку (з грудня 2007 року).